# Les Gens du Sud
Les Gens du Sud est une marque commerciale d'une société française de fabrication d'articles de bijouterie fantaisie : U and Me